# 엉겅퀴류

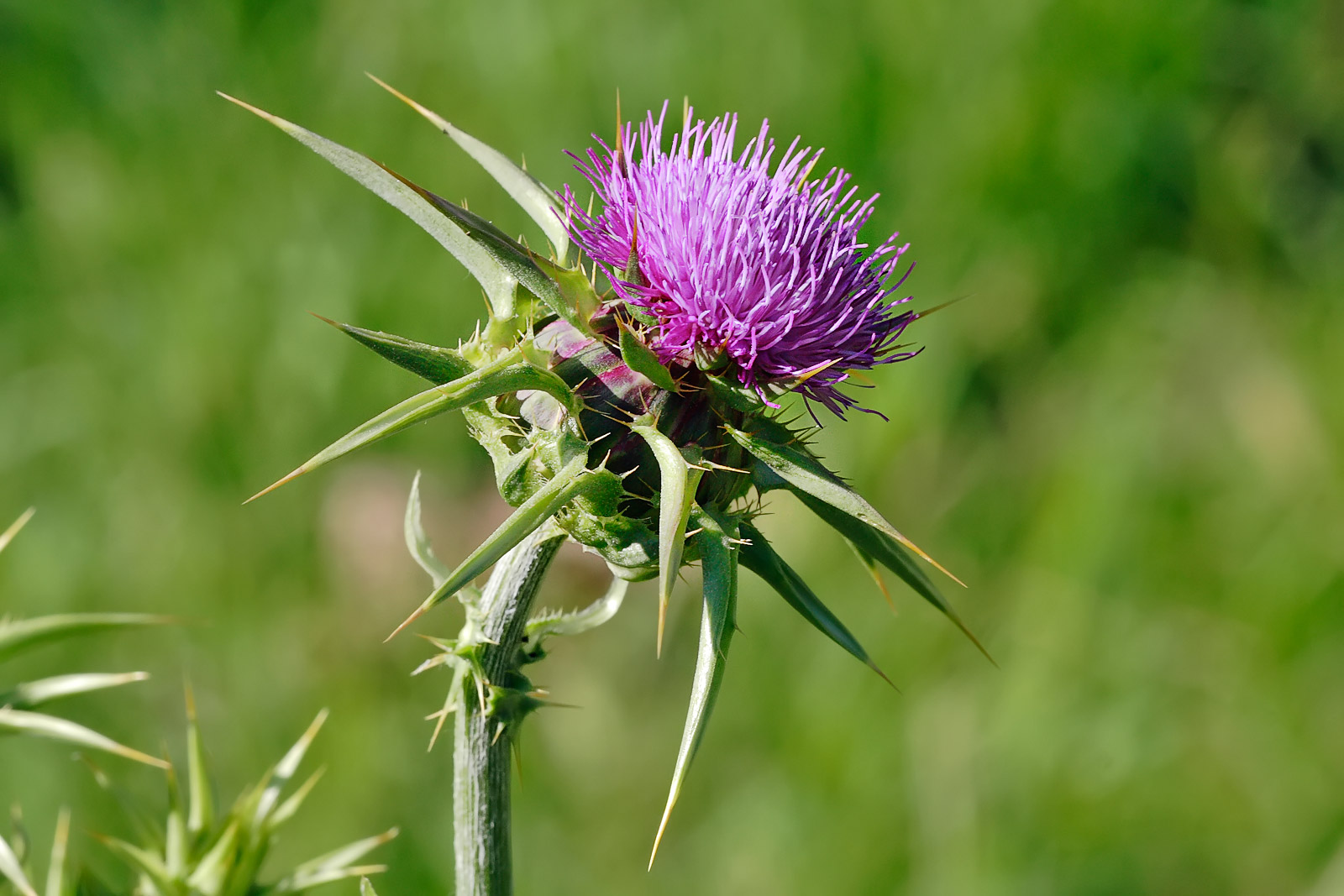
엉겅퀴류

엉겅퀴류는 국화과 초본식물 가운데 잎에 가시가 있는 것을 부르는 말이다.
보통 다음 속에 속하는 식물을 엉겅퀴라 부른다.
- 엉겅퀴아과 (Carduoideae)
  - 지느러미엉겅퀴족 (Cynareae)
    - 엉겅퀴속 (Cirsium)
    - 우엉속 (Arctium)
    - 지느러미엉겅퀴속 (Carduus)
    - 흰무늬엉겅퀴속 (Silybum)